# Andżelika Możdżanowska

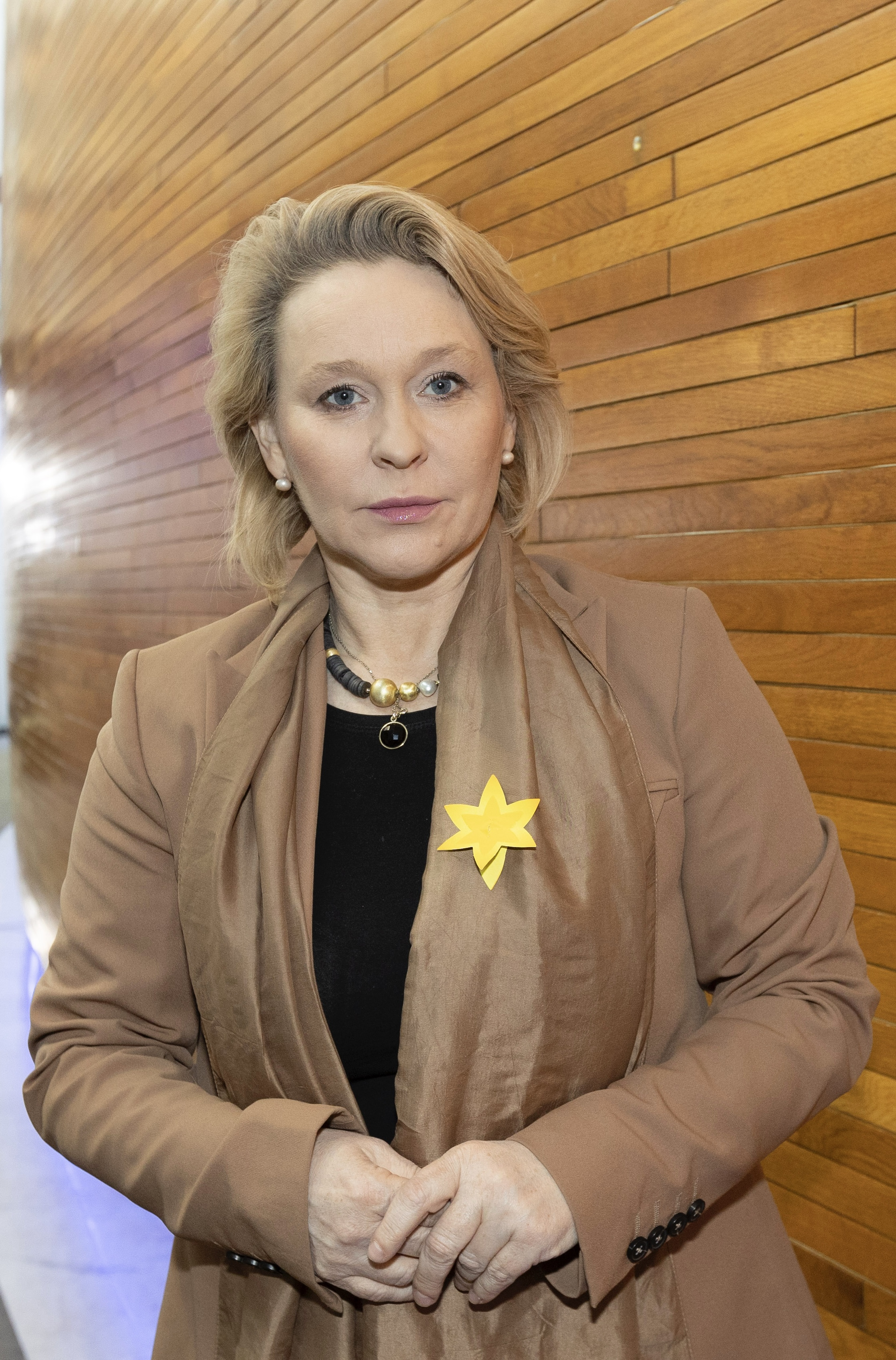
Andżelika Możdżanowska (2023)

Andżelika Anna Możdżanowska (* 20. März 1975 in Kępno) ist eine polnische Politikerin (PSL, PiS) und Journalistin. Sie gehörte von 2011 bis 2015 dem Senat der Republik Polen, von 2015 bis 2019 dem Sejm in der VIII. Legislaturperiode und von 2019 bis 2024 dem Europaparlament an. Außerdem war sie mehrfach Staatssekretärin in unterschiedlichen Ministerien.

## Leben und Beruf
Andżelika Możdżanowska studierte Management an der Wirtschaftsuniversität Poznań und Umweltschutz an der Naturwissenschaftlichen Universität Breslau. Sie absolvierte des Weiteren in Kalisz ein Aufbaustudium zur Vorbereitung und Verwaltung von Projekten, die mit Mitteln der Europäischen Union umgesetzt werden.
1997 begann Możdżanowska in der Verlags- und Werbebranche zu arbeiten und war unter anderem Chefredakteurin sowie Herausgeberin einer Lokalzeitung in Kępno. Von 2002 bis 2009 arbeitete sie in Wieruszów als Lehrerin für Wirtschaftskunde. Seit 2005 dozierte und promovierte sie zugleich an einer Fernfakultät in Ostrów Wielkopolski einer Akademie in Łódź. Darüber hinaus engagiert sie sich als Leiterin der gemeinnützigen Organisation „Po prostu pomagam“ (dt. „Ich helfe einfach“).

## Politik
Bei der Parlamentswahl in Polen 2011 kandidierte Możdżanowska zunächst als Parteilose auf der Wahlliste der PSL für den Senat der Republik Polen im Wahlbezirk Nr. 95 und gewann 36.566 Stimmen (30,02 %). Später trat sie in die PSL ein und wurde 2012 Generalsekretärin Sekretärin ihrer Partei. Bei der Europaparlamentswahl 2014 kandidierte sie mit erfolglos. Im Januar 2015 wurde sie kurzzeitig Staatssekretärin in der Kanzlei der damaligen Ministerpräsidentin Ewa Kopacz.
Bei der Parlamentswahl in Polen 2015 kandidierte Możdżanowska erneut für die PSL, diesmal im Sejm-Wahlbezirk Nr. 36 in Kalisz und sicherte sich so ihren Einzug in den Sejm. Unter den Kandidaten ihrer Partei erhielt sie mit 18.776 Stimmen die meisten Stimmen. Am 19. Juli 2017 trat Możdżanowska aus der PSL aus und schloss sich im Dezember 2017 der PiS-Fraktion im Parlament an. Im Oktober 2017 wurde sie zur Staatssekretärin im Ministerium für wirtschaftliche Entwicklung ernannt. Im Februar 2018 wechselte sie in gleicher Funktion in das neugeschaffene Ministerium für Investitionen und Entwicklung. Bei der Europawahl 2019 erreichte sie ein Mandat für die PiS. Bei der Europawahl 2024 trat sie nicht erneut an. Im Februar 2025 wurde sie zur Beraterin von Präsident Andrzej Duda ernannt.